# 多伊切什蒂鄉
44°59′N 25°24′E / 44.983°N 25.400°E
多伊切什蒂鄉（羅馬尼亞語：Doicești, Dâmbovița），是羅馬尼亞的鄉份，位於該國南部，由登博維察縣負責管轄，面積11平方公里，海拔高度317米，2007年人口4,954，人口密度每平方公里451人。